# Chevrotaine
Chevrotaine é uma comuna francesa na região administrativa de Borgonha-Franco-Condado, no departamento de Jura. Estende-se por uma área de 5,33 km². Em 2010 a comuna tinha 33 habitantes (densidade: 6,2 hab./km²).